# Врангель, Карл Романович
Барон Карл Романович (Рейнгольдович) фон Врангель (Karl Gustav von Wrangell; 1742—1824) — российский генерал от инфантерии из остзейского рода Врангелей, обер-комендант в Выборге.
Сын эстонского помещика Нильса Рейнгольда фон Врангеля (1707—1747) и Гедвиги Вильгельмины фон Вартман (1712—1789). На военной службе с 1758 года — в Тобольском пехотном полку. Отличился в войне против Пруссии в 1761 году. С 1775 года — подполковник в Полоцком пехотном полку, в 1776 году переведён в Выборгский пехотный полк.
С 1785 года — полковник, командир Софийского пехотного полка.
Кавалер ордена Св. Георгия 4 класса (№ 449; 26 ноября 1786). В 1789 году, во время войны со шведами, при Свенскзунде бригадир Карл Врангель командовал канонерскими лодками против шведских галер и, «сделав смелый десант, овладел двумя неприятельскими батареями».
C 1 января 1793 года — генерал-майор, с 08 февраля 1798 — генерал-лейтенант, с 05 ноября 1799 — генерал от инфантерии. При Павле I — комендант Выборгского замка и шеф Выборгского гарнизонного полка (c 09.01.1797 по 04.03.1800). В отставке жил в Петербургском форштадте Выборга в собственном доме с огромным садом и оранжереей.

## Семья
Жена, с 6.8.1781 (Санкт-Петербург) — Мария Петровна Паттон (1763—1840); по воспоминаниям современника, в молодости была красавицей, но и в старости была ещё очень недурна, несколько дородная, с «тоном», любила этикет и старалась иметь ощутимое влияние на все её окружающее. Имела троих детей:
- Петр Карлович
- Екатерина Карловна, замужем за генерал майором Карлом Карловичем Коль (1768—?)
- Елизавета Карловна (ум. 1849), вышла замуж за генерала Петра Петровича Загряжского (1778—1849).